# Wimpel
La wimpel (ebraico: ווימפל, dal tedesco, "panno", derivato dal tedesco antico, bewimfen, che significa "coprire" o "celare") è una fascia lunga di lino usata per legare la pergamena del Sefer Torah dagli ebrei aschenaziti di origine tedesca (Yekke). È fatta dello stesso panno usato per fasciare i neonati alla cerimonia di brit milah, simbolicamente unendo il mondo comunitario della sinagoga con il ciclo vitale della persona.